# CANT Z.1007 Alcione
Z.1007 Alcione (Альционе — Зимородок) — итальянский средний бомбардировщик деревянной конструкции. Разработан конструкторами фирмы CRDA под руководством Филиппо Цаппата. Первый полёт самолёт совершил 11 марта 1937 года, принят на вооружение Regia Aeronautica в мае 1939 года.

## История
Разработка нового бомбардировщика началась в 1935 году группой конструкторов под руководством Филиппо Цаппата. Опытный образец совершил первый полёт в марте 1937 года. Самолёт представлял собой типичный итальянский бомбардировщик с трёхдвигательной компоновкой, имел деревянный корпус с двухкилевым оперением. На опытных образцах устанавливались радиальные двигатели фирмы Isotta Fraschini каждый мощностью в 825 л.с., но на серийных машинах получивших обозначение Z.1007bis их сменили двигатели Piaggio P.XI RC.40 по 1000 л.с. каждый. Стрелковое вооружение состояло из двух турелей, (сверху и снизу фюзеляжа), с крупнокалиберными пулемётами Scotti или Breda-SAFAT. а также отдельных два пулемёта в передней части фюзеляжа.

## Боевое применение
На вооружение "Зимородки" стали поставляться в боевые части в 1939 году. С июня 1940 года использовались при вторжении во Францию, позже в Грецию. В качестве разведчиков они применялись в Итальянском воздушном корпусе при битве за Британию. С 1941 года они применялись для налётов на британские нефтезаводы на Ближнем Востоке. Впрочем после 1941 года применение "Alcione" начало, постепенно, снижаться.
Около полутора десятков Z.1007 после капитуляцию Италии в сентябре 1943 года, достались немцам, а те передали их ВВС Республики Сало. Однако, ни один из этих самолётов уже не был пригоден к полётам. Последними "Зимородки" использовали хорваты в качестве учебные машины.

## Модификации
Z.1007
Z.1007bis
Z.1007ter
Z.1015
Z.516

## Тактико-технические характеристики

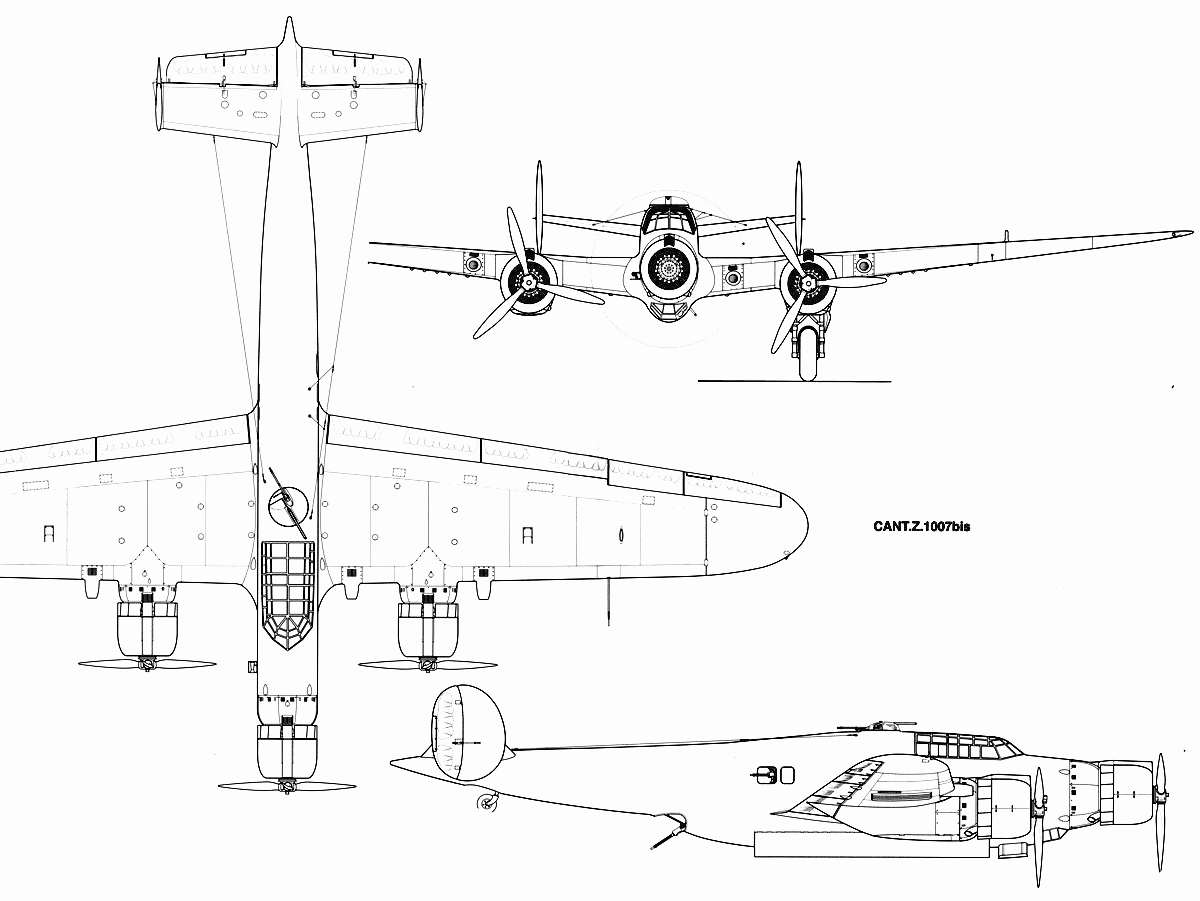
Схема CANT Z.1007

Приведённые ниже характеристики соответствуют Z.1007bis:
Источник данных: 

Технические характеристики
- Экипаж: 5 человек
- Длина: 17,8 м
- Размах крыла: 24,8 м
- Высота: 5,22
- Площадь крыла: 75 м²
- Масса пустого: 9395 кг
- Нормальная взлётная масса: 13 620 кг
- Силовая установка: 3 × радиальных Piaggio Р.XI RC.40
- Мощность двигателей: 3 × 1000 л.с. (3 × 745 кВт)

Лётные характеристики
- Максимальная скорость: 465 км/ч
- Крейсерская скорость: 380 км/ч
- Практическая дальность: 1750 км
- Практический потолок: 8200 м
- Нагрузка на крыло: 181,6 кг/м² (расч.)
- Тяговооружённость: 164 Вт/кг (расч.)

Вооружение
- Стрелково-пушечное:  
  - 3 × 12,7-мм пулемёта Isotta-Fraschini Scotti или Breda-SAFAT
  - 2 × 7,7-мм пулемёта Breda-SAFAT
- Боевая нагрузка: до 2600 кг
  - в бомбоотсеке: до 1200 кг бомб и
  - на внешней подвеске: до 1000 кг бомб
  - 2 × 450-мм 800 кг торпеды

## Эксплуатанты
Италия
- Regia Aeronautica: 16º Stormo (50º и 51º Gruppo), 47º (106º и 107º), 31º (93º и 94º)
- Республиканская Национальная Авиация (ит. Aeronautica Nazionale Repubblicana)
- Aeronautica Cobelligerante Italiana: 88º Gruppo.

 Германия
- Люфтваффе трофейные итальянские (после 1943)

 Независимое государство Хорватия
- ВВС НГХ: 10 шт (по другим данным, в январе 1944 года получены 3 шт Z.1007 и 3 Fiat BR20 в качестве учебных).

 Свободная Франция
- ВВС «Свободной Франции» (трофейные)

## Отражение в культуре и искусстве
Итальянские бомбардировщики Z.1007biz и боевые будни их экипажей показаны в фильме известного итальянского кинорежиссёра Роберто Росселлини «Un pilota ritorna» («Пилот возвращается», 1942).